# 河須ケ谷
河須ケ谷（かわすがや）は、千葉県長生郡睦沢町の大字。郵便番号299-4411。

## 地理
北は上市場、東は一宮町一宮、南から西は小滝に隣接している。

## 世帯数と人口
2017年（平成29年）4月1日現在の世帯数と人口は以下の通りである。
| 大字     | 世帯数 | 人口 |
| -------- | ------ | ---- |
| 河須ケ谷 | 34世帯 | 97人 |

## 施設
- 河須ケ谷区民センター
- 菅原神社